# Jake Clemons
Pour les articles homonymes, voir Clemons.
 (décembre 2020).
Si vous disposez d'ouvrages ou d'articles de référence ou si vous connaissez des sites web de qualité traitant du thème abordé ici, merci de compléter l'article en donnant les références utiles à sa vérifiabilité et en les liant à la section « Notes et références ».
Jake Clemons, né le 27 février 1980, est un musicien, chanteur et compositeur américain. 

## Biographie
En 2012, il devient saxophoniste pour le E Street Band de Bruce Springsteen, après la mort du saxophoniste originel du groupe, qui était son oncle Clarence Clemons. Jake Clemons a joué divers instruments tels que les percussions et a été dans les chœurs pendant les Wrecking Ball World Tour, High Hopes Tour, et The River Tour de Bruce Springsteen. Jake Clemons a fréquenté l'École des arts du gouverneur de Virginie pour y étudier le jazz . Jake Clemons a également joué avec Eddie Vedder, Roger Waters, The Swell Season et The Roots.
Jake Clemons a réalisé un album solo nommé Fear & Love en janvier 2017.